# Ribeira Grande (Azoren)
Ribeira Grande ([ʁiˈβɐjɾɐ ˈɣɾɐ̃d(ɨ)] ⓘ) ist die größte Stadt im Norden der Azoren-Insel São Miguel mit 32.032 (2011) Einwohnern. Der gleichnamige Fluss, der auch namensgebend war, teilt das Stadtgebiet in zwei Teile. Die Stadt setzt sich aus den Gemeinden Conceição, Matriz, Ribeirinha, Ribeira Seca und Santa Bárbara zusammen.
Sie ist Sitz des gleichnamigen Regierungsbezirks Ribeira Grande.

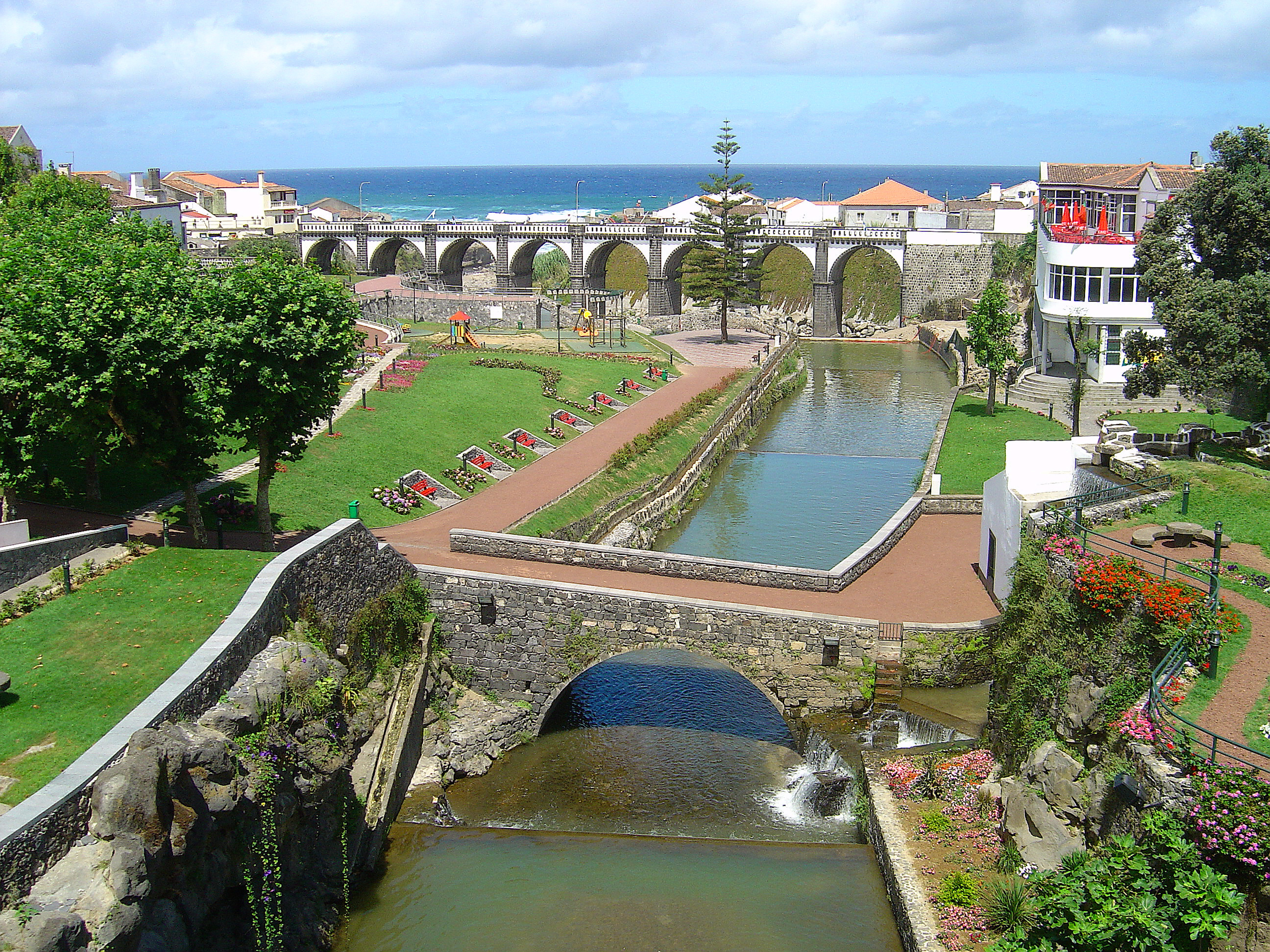
Stadtpark mit Brücke Ponte dos Oito Arcos

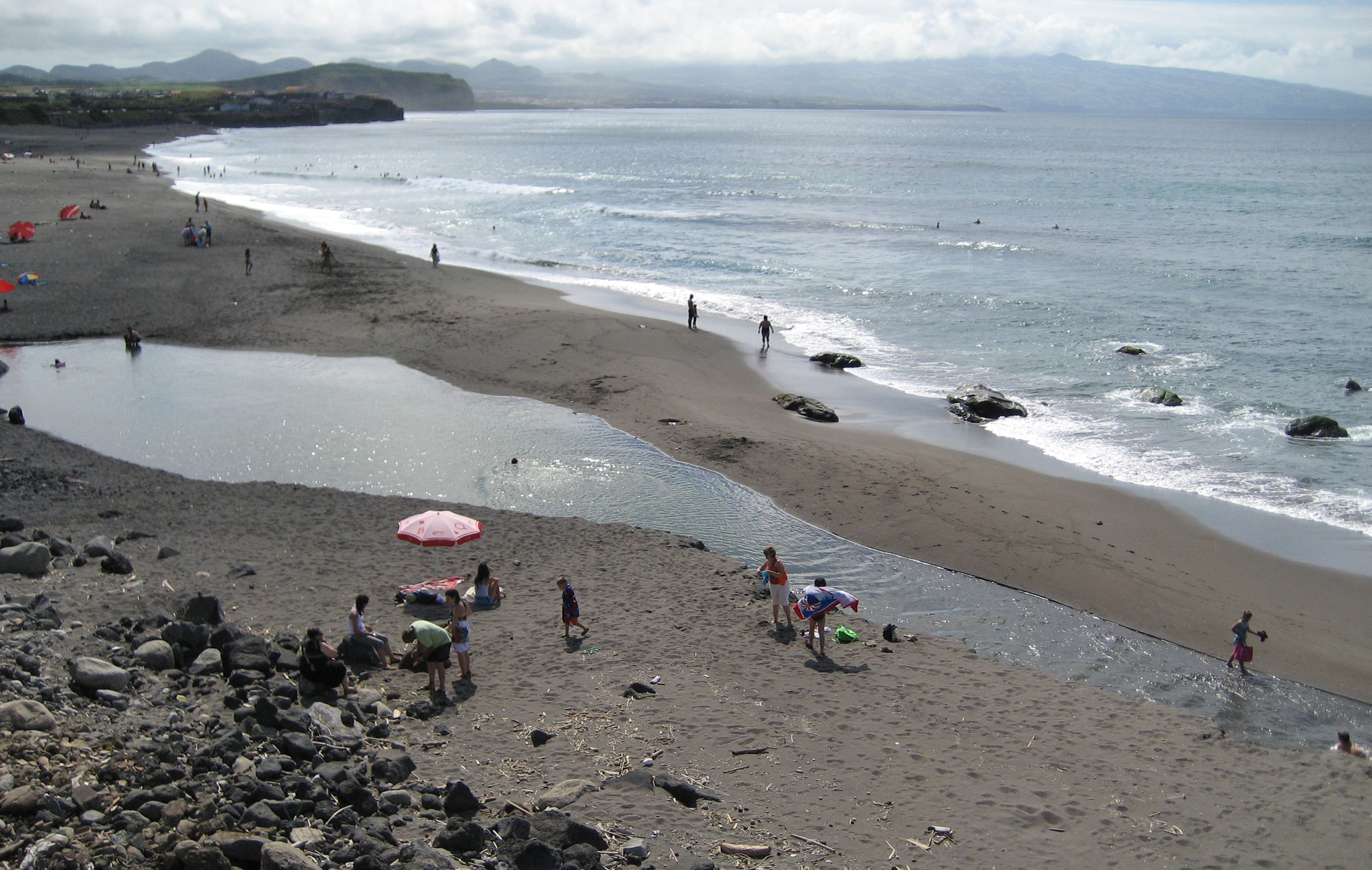
Vulkanischer Strand von Ribeira Grande

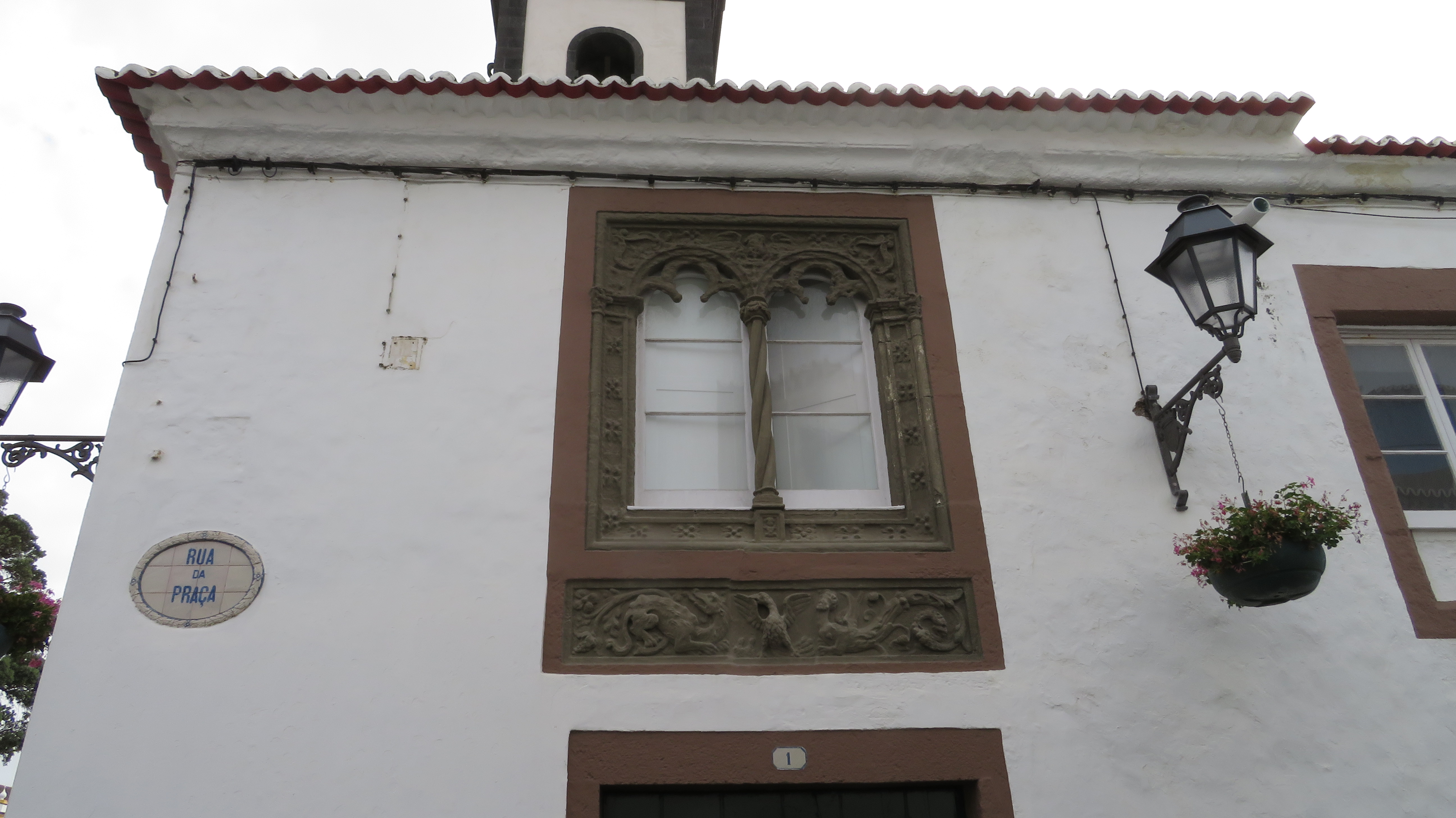
Manuelinisches Fenster des Rathauses

## Geschichte
Ribeira Grande, das zu den ältesten Ortschaften der Azoren zählt, erhielt bereits 1507 die Rechte einer Stadt (Vila) verliehen. Schon die ersten Siedler bauten Wassermühlen am Fluss Ribeira Grande und nutzen die Wasserkraft zur Verarbeitung von Wolle und Leinen. 1563 wurde die Stadt durch einen Vulkanausbruch zerstört, im Ortsteil Ribeira Seca erinnert hieran ein beim Ausbruch verschütteter und später freigelegter Brunnen. 1980 wurden Ribeira Grande die Stadtrechte einer Cidade verliehen, die über die Rechte einer Vila weit hinausgehen.

## Wirtschaft
Die Landwirtschaft war und ist eine wichtige Einnahmequelle der Region. Der Fluss wurde zum Betrieb von Wassermühlen zur Getreideverarbeitung genutzt. Im 18. Jahrhundert brachte die wollverarbeitende Industrie einen vorübergehenden wirtschaftlichen Aufschwung. Als Traditionsbetriebe gelten heute eine Likörfabrik und eine Keramikmanufaktur, die Azulejos herstellt. In einem modernen Industriepark sind heute zusätzlich mehr als 25 (Stand 2004) Betriebe aus unterschiedlichen Branchen ansässig. Darüber hinaus spielt der Tourismus eine wachsende Rolle für die Wirtschaft der Stadt.
Das Geothermiekraftwerk Ribeira Grande trägt maßgeblich zur Stromversorgung der Insel bei.

## Sehenswürdigkeiten
- Die Hauptkirche Igreja Matriz de Nossa Senhora da Estrela wurde 1517 geweiht und nach der Zerstörung durch ein Erdbeben 1680 wieder aufgebaut.[6]
- Jardim Publico, Stadtpark
- Igreja do Espirito Santo, auch genannt Igreja da Misericordia, eine 1592 begonnene und im 17. Jahrhundert fertiggestellte Barockkirche. Ihr Inneres ist – ganz im Gegensatz zu der repräsentativen, mit zahlreichen Schmuckelementen verzierten Fassade – relativ schlicht gehalten. In der Kirche wird ein Gemälde aufbewahrt, das Jesus beim Tragen des Kreuzes zeigt, und aufgrund dessen an jedem zweiten Sonntag der Fastenzeit ausgehend von dieser Kirche eine Prozession stattfindet.[7] Wegen dieser Prozession, die sich auf die Passion Christi bezieht, und wegen des Gemäldes wird die Kirche auch Igreja do Senhor dos Passos genannt.
- Das Rathaus (Paço de Conselhos), mehrmals vergrößert und umgebaut, zählt zu den ältesten seiner Art auf den Azoren. Ein erstes Rathaus wurde bereits 1507 an dieser Stelle erbaut, und die ältesten Aufzeichnungen über eine Ratsversammlung stammen aus dem Jahre 1555.[8] Der mehrflügelige Bau in seiner heutigen Form mit einer repräsentativen Freitreppe und einem Glockenturm stammt in erster Linie aus dem 17. und 18. Jahrhundert. Die beiden Hauptteile des Gebäudes sind durch einen Bogen verbunden. Im östlichen Seitenflügel ist an der Straße Rua da Praça ein reich verziertes Fenster aus dem 16. Jahrhundert im typischen Stil der Manuelinik erhalten. Im 17. Jahrhundert diente das Gebäude zeitweise als Kirche der Jesuiten.[9] Das Untergeschoss wurde zeitweise als Gefängnis genutzt.
- Museo Municipal da Ribeira Grande, Stadtmuseum
- Das Theater wurde 1922 eröffnet.
- Arquipélago Centro des Artes contemporânea, 2015 in einer ehemaligen Fabrik eröffnetes Museum für zeitgenössische Kunst
- Die Brücke Ponte dos Oito Arcos mit ihren acht Bögen, 1888–1893 erbaut, gilt als eines der Wahrzeichen der Stadt.[10]

## Kreis Ribeira Grande
Die folgenden 14 Gemeinden (Freguesias) gehören zum Regierungsbezirk:

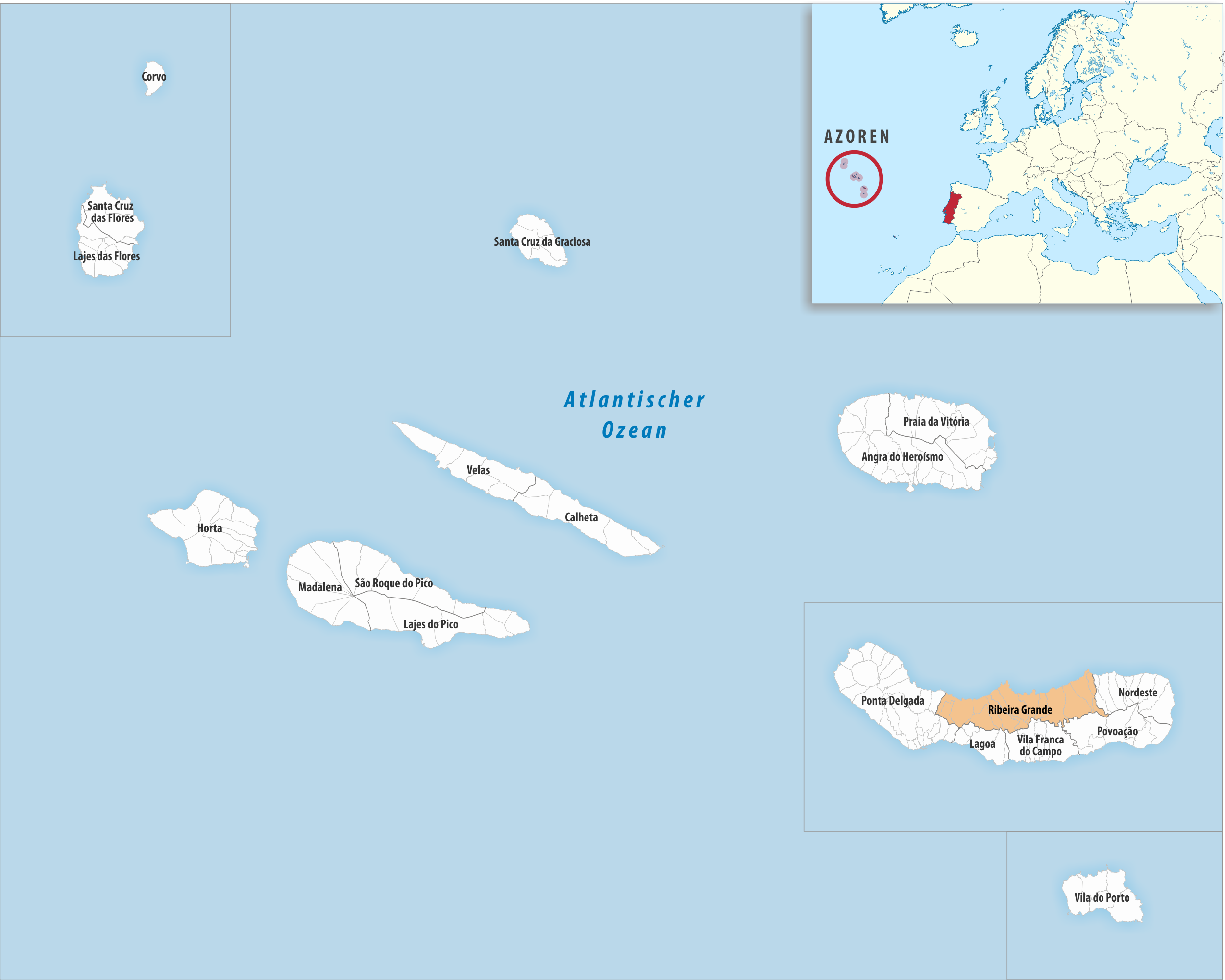
Kreis Ribeira Grande

| Gemeinde             | Einwohner (2021) | Fläche km² | Dichte Einw./km² | LAU- Code |
| -------------------- | ---------------- | ---------- | ---------------- | --------- |
| Calhetas             | 910              | 4,70       | 194              | 420501    |
| Conceição            | 2.634            | 12,73      | 207              | 420509    |
| Fenais da Ajuda      | 890              | 13,36      | 67               | 420502    |
| Lomba da Maia        | 1.048            | 20,47      | 51               | 420503    |
| Lomba de São Pedro   | 348              | 8,25       | 42               | 420504    |
| Maia                 | 1.792            | 21,97      | 82               | 420505    |
| Matriz               | 3.767            | 10,84      | 347              | 420510    |
| Pico da Pedra        | 3.053            | 6,58       | 464              | 420506    |
| Porto Formoso        | 1.096            | 12,79      | 86               | 420507    |
| Rabo de Peixe        | 8.799            | 16,96      | 519              | 420508    |
| Ribeira Seca         | 2.771            | 12,59      | 220              | 420511    |
| Ribeirinha           | 2.510            | 17,98      | 140              | 420512    |
| Santa Bárbara        | 1.188            | 12,84      | 93               | 420513    |
| São Brás             | 582              | 8,08       | 72               | 420514    |
| Kreis Ribeira Grande | 31.388           | 180,14     | 174              | 4205      |

Nachbarkreise:
|               | Atlantischer Ozean                          |          |
| Ponta Delgada | Kompassrose, die auf Nachbargemeinden zeigt | Nordeste |
| Lagoa         | Vila Franca do Campo                        | Povoação |

## Umgebung
Östlich der Stadt befinden sich Teeplantagen. Berühmt ist die Teefabrik Chá Gorreana, die besichtigt werden kann.